# Якубовский, Василий Павлович
Васи́лий Па́влович Якубо́вский (1914 — 2001) — советский дипломат. Чрезвычайный и полномочный посланник 1 класса.

## Биография
Кандидат исторических наук. На дипломатической работе с 1940 года.
- В 1940—1941 годах — сотрудник центрального аппарата НКИД СССР.
- В 1941 году — сотрудник Посольства СССР во Франции.
- В 1941—1943 годах — сотрудник Посольства СССР при Союзных правительствах в Лондоне.
- В 1943—1946 годах — советник Посольства СССР в Мексике.
- В 1946—1951 годах — на ответственной работе в центральном аппарате МИД СССР.
- В 1951—1954 годах — советник Посольства СССР в Аргентине.
- В 1955—1961 годах — на ответственной работе в центральном аппарате МИД СССР.
- В 1961—1963 годах — советник Посольства СССР в Болгарии.
- В 1963—1964 годах — советник-посланник Посольства СССР в Бразилии.
- В 1964—1969 годах — на ответственной работе в центральном аппарате МИД СССР.
- С 25 июня 1969 по 3 марта 1972 года — чрезвычайный и полномочный посол СССР в Экваториальной Гвинее[1].
- В 1972—1979 годах — на ответственной работе в центральном аппарате МИД СССР.

С 1979 года — в отставке.

## Награды
- Орден Красной Звезды (1945)
- Орден «Знак Почёта» (22 октября 1971)[2]
- Орден Отечественной войны II степени (22 апреля 1985)[3]